# Stereogorgia claviformis
Stereogorgia claviformis är en korallart som beskrevs av Kükenthal 1916. Stereogorgia claviformis ingår i släktet Stereogorgia och familjen Anthothelidae. Inga underarter finns listade i Catalogue of Life.